# Cephalodella rostrum
Cephalodella rostrum is een raderdiertjessoort uit de familie Notommatidae. De wetenschappelijke naam van deze soort is voor het eerst geldig gepubliceerd in 1978 door Reed.